# Gustavo Colonnetti
Gustavo Colonnetti, né le 8 novembre 1886 à Turin et mort le 20 mars 1968 dans cette même ville, est un ingénieur des travaux publics et universitaire italien, passé à la postérité pour ses contributions aux théorèmes de l'analyse limite en plasticité (théorèmes de Colonnetti).

## Biographie
Colonnetti étudie le génie civil à l'École polytechnique de Turin sous la direction de Camillo Guidi (ingénieur diplômé en 1908) et les mathématiques sous la direction de Corrado Segre (licence en 1911). En 1910 il est fait privat docent en sciences de l’ingénieur et enseigne à l'institut d'architecture navale (Scuola Superiore Navale) de Gênes. En 1914, il est nommé professeur de mécanique industrielle à l’école d'ingénieurs de l'université de Pise, dont il prend la direction en 1918. Deux ans plus tard, il obtient la chaire de mécanique rationnelle de l'École polytechnique de Turin, dont il est directeur entre 1922 et 1925. Trois ans plus tard, il prend la succession de son maître Guidi à la chaire de génie civil et comme directeur du Laboratoire des Matériaux. Catholique convaincu, il fuit le régime fasciste et gagne la Suisse en 1941 : il obtient d'enseigner à l'Université de Lausanne où, avec l'aide de quelques compatriotes, il reconstitue un cursus d'ingénieur en langue italienne. Simultanément, il rédige des billets d'opinion sous  le pseudonyme « L'Heptagone » (Etegonon) pour la Gazzetta ticinese. À l'issue de la guerre, il milite au sein de la Démocratie chrétienne (Italie). De retour à Turin en 1944, il enseigne au Polytechnicum jusqu'à sa promotion au rang de professeur émérite en 1962.
Colonetti fonde en 1946 l'Institut de métrologie au sein du Conseil italien de la Recherche, institution qu'il préside jusqu'en 1956.
Il est successivement membre correspondant de l'Académie des sciences de Turin (1918), membre titulaire (1942), membre de l'Académie pontificale des sciences (1926) et membre correspondant de l'Académie des sciences (1950). Colonnetti était docteur honoris causa des universités de Turin, Lausanne, Liège, Poitiers et Toulouse.
Il compte le pionnier du béton précontraint Franco Levi au nombre de ses étudiants.

## Écrits
- En 1935 il édite les œuvres choisies de Carlo Alberto Castigliano.
- L’équilibre des corps déformables, Paris: Dunod 1955
- Scienza delle costruzioni, Turin 1941

## Sources
- (it) Enzo Pozzato, Dizionario Biografico degli Italiani, vol. 27, 1982 (lire en ligne), « Colonnetti, Gustavo »
- Karl-Eugen Kurrer, The History of the Theory of Structures. Searching for Equilibrium, éd. Ernst & Sohn (2018), p. 962 (Biographie),  (ISBN 978-3-433-03229-9)